# Joachim Weingart

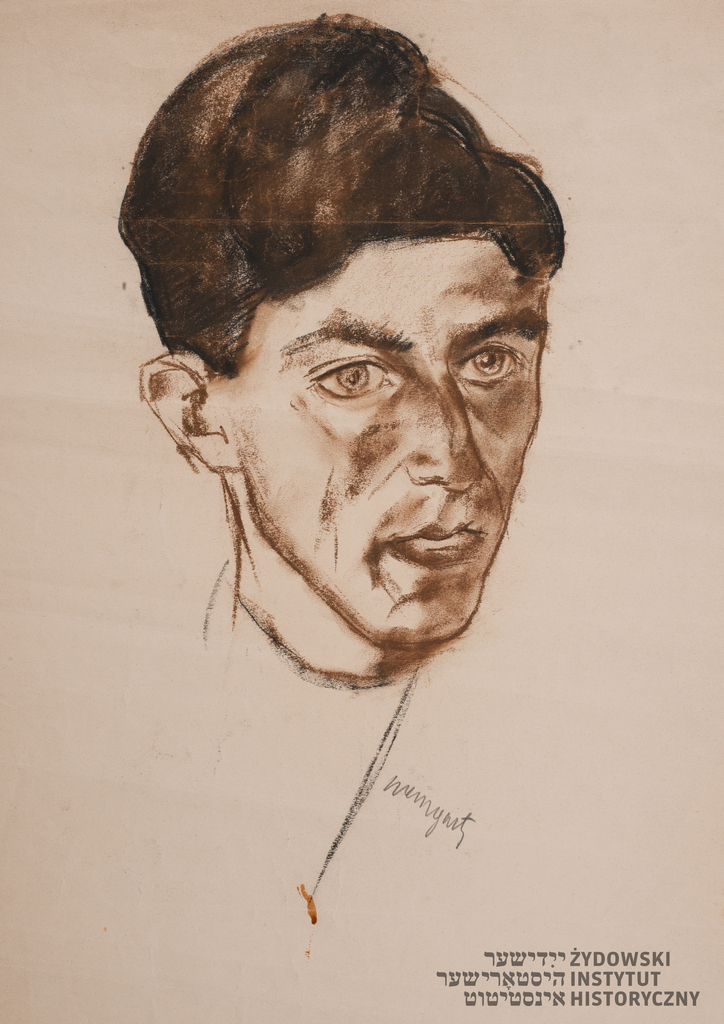
Selbstporträt, vor 1939

Joachim Weingart (auch: Joachim Weingarten; * 1895 in Drohobycz, Galizien, Kaisertum Österreich; † 1942 im KZ Auschwitz) war ein galizisch-österreichischer Maler. Er wird zu den Vertretern der École de Paris gerechnet.

## Leben
Weingart wurde als Kind jüdischer Eltern in der damals zu Österreich-Ungarn gehörenden und in der Nähe Lembergs liegenden Stadt Drohobycz geboren. Sein Vater war ein Weinhändler, der früh starb; die Mutter zog die beiden minderjährigen Söhne auf. Nach Besuch eines Gymnasiums in Lemberg begann Weingart 1912 mit einer Zeichenausbildung an der Kunstgewerbeschule Weimar. Ab 1914 setzte er seine Ausbildung an der Akademie der Bildenden Künste Wien fort. Erstmals wurde er in der Technischen Kunstschule in Lemberg ausgestellt. Mithilfe eines Stipendiums des Industriellen und Kunstförderers Carol Kratz konnte er 1916 nach Berlin gehen.
Nach dem Ersten Weltkrieg kehrte er in die Westukrainische Volksrepublik zurück, Österreich-Ungarn hatte sich aufgelöst. Galizien schied per 30. Oktober 1918 aus der Monarchie aus. In Lemberg wurde 1918 die Westukrainische Volksrepublik (Sachidna Ukrainska Narodna Respublika [SUNR]) ausgerufen. Diese konnte sich aber gegen die einmarschierende polnische Armee im Polnisch-Ukrainischen Krieg nicht halten, so dass auch Ostgalizien im Mai 1919 polnisch wurde. Diesem folgte 1920 der Polnisch-Sowjetische Krieg. Später stellte er in Łódź aus.
Bei einem späteren Aufenthalt in Berlin lernte er 1922 im Atelier von Alexander Archipenko den Maler Zygmunt Menkes kennen, mit dem er 1923 nach Paris wechselte. Dort wohnten die beiden Freunde im Hôtel Medical, wo damals auch Eugeniusz Żak und Marc Chagall lebten.
In Paris schloss Weingart sich den Künstlern der École de Paris an. Mit seinen polnischen Landsleuten Alfred Aberdam, Leon Weissberg und Zygmunt Menkes gründete er 1924 die Künstlergruppe „Gruppe der Vier“ (poln.: Grupy Czterech, franz.: Le groupe des Quatres). Die von dieser Gruppe vertretenen Kunstformen waren Teil der expressionistischen Strömung in der École de Paris. Die Gruppe bestand bis 1925, gemeinsam stellten sie 1925 in der von Jan Śliwiński geführten Galerie Au Sacre du Printemps aus. 1925 bezog Weingart ein Atelier in Montparnasse.
1930 schloss Weingart einen Vertrag mit dem Kunsthändler René Gimpel. Nachdem seine Ehe mit der Tochter eines französischen Arztes zerbrach und sie ihn mit dem gemeinsamen Sohn, dem später als Dramatiker bekannt gewordenen Romain Weingarten, verließ, erkrankte er an Depressionen und wurde zeitweise in ein Krankenhaus eingeliefert. Am 30. April 1942 wurde er von deutschen Truppen in seinem Atelier verhaftet, in Pithiviers interniert, am 17. Juli 1942 in das Konzentrationslager Auschwitz deportiert und dort ermordet. Im selben Jahr nahm sich sein Bruder das Leben.
Weingart hatte in Polen zwei Einzelausstellungen – mit der Akademie der Freunde der Schönen Künste in Lemberg im Jahr 1923 und 1932 mit Unterstützung der Jüdischen Gesellschaft zur Kunstförderung in Warschau. In Paris stellte er 1926 auf dem Salon des Indépendants und 1929 auf einer Ausstellung polnischer Kunst in der Bonaparte-Galerie aus.
Weingart malte hauptsächlich figürliche Kompositionen, daneben Akte, Stillleben (oft Blumen) und Landschaften. Die Kompositionen zeichnen sich durch die Verwendung von gelb-braunen und rötlichen Tönen aus. Besonders erwähnenswert sind die jüdischen Motive in Weingarts Werk., z. B. das Gemälde Junger Jude hält die Tora.

## Galerie

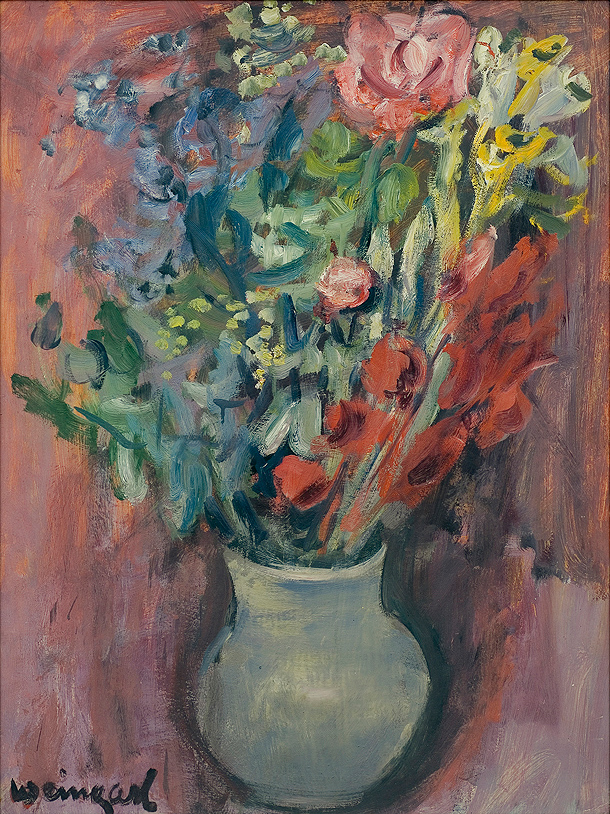
Blumen in der Vase (poln.: Kwiaty w wazonie), 1930
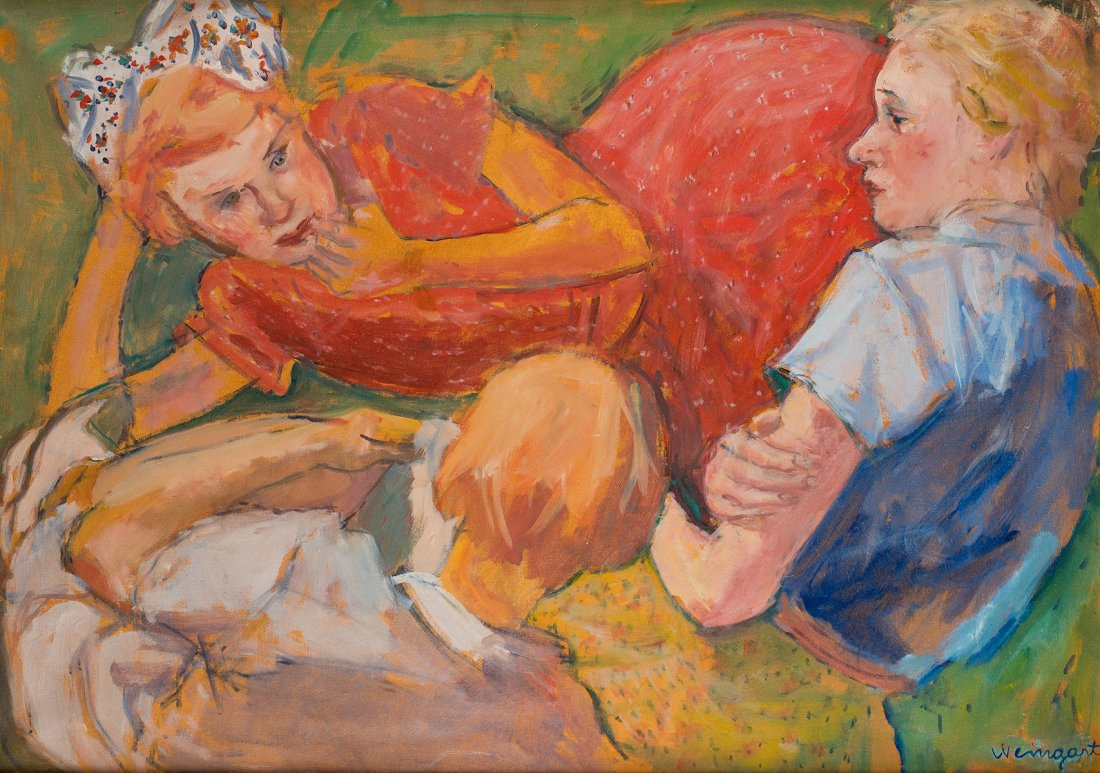
Das Gespräch (poln.: Rozmowa), vor 1939
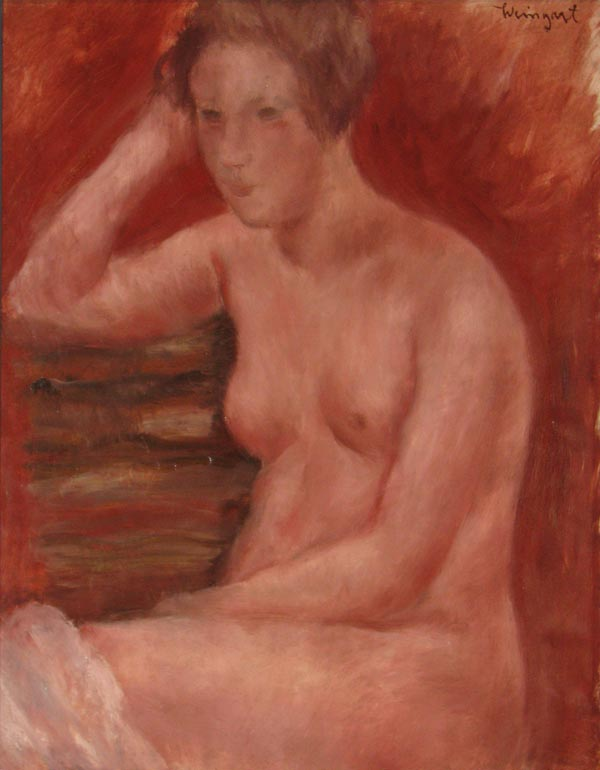
Roter Akt (poln.: Akt czerwony), vor 1940
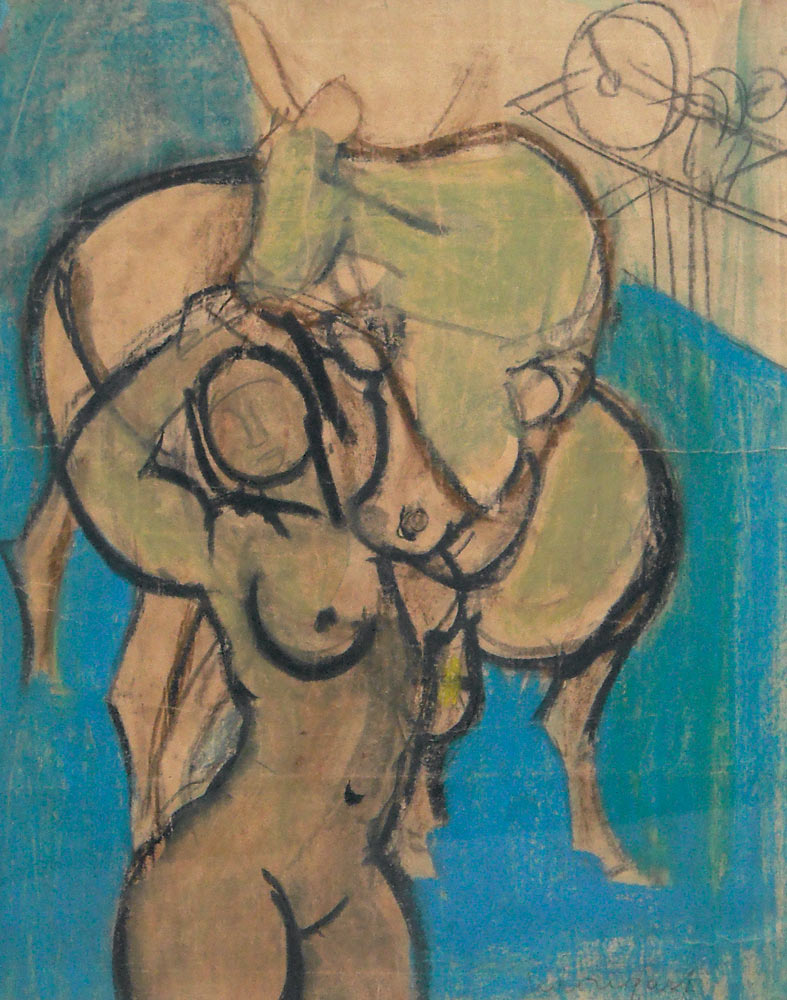
Allegorische Szene (poln: Scena alegoryczna), vor 1940